# Доходный дом М. Н. Полежаева
Доходный дом М. Н. Полежаева — историческое здание в Санкт-Петербурге, расположенное на пересечении Старорусской (д. 5) и Новгородской (д. 3) улиц. Объект культурного наследия регионального значения по распоряжению КГИОП № 10-33 от 20.10.2009.

## История

### Первые владельцы и застройка
Первые сведения об участке под современным адресом Старорусская улица, дом 5, и Новгородская улица, дом 3, восходят к 1828 году. Тогда на нём располагались временные деревянные частные постройки, предположительно принадлежавшие купцу П. С. Зеленкову. В 1833 году Министерство внутренних дел оспорило оставленное Зеленковым завещание, по которому земля должна была отойти церкви, и передало её наследнице, княгине Шаховской. Примерно в 1855 году княгиня продала участок купчихе Ф. Пойгиной, лишь небольшая узкая часть земли отошла к купцу Полежаеву. На владении Пойгиной были возведены одноэтажный дом с мезонином и хозяйственные постройки. Около 1870 года земли Пойгиной выкупили братья Полежаевы, наследники одного из ведущих торговцев зерном в стране Михаила Тихоновича Полежаева. В июне 1877 года единоличным владельцем участка стал его сын, купец 1-й гильдии Николай Полежаев.

### Строительство и описание

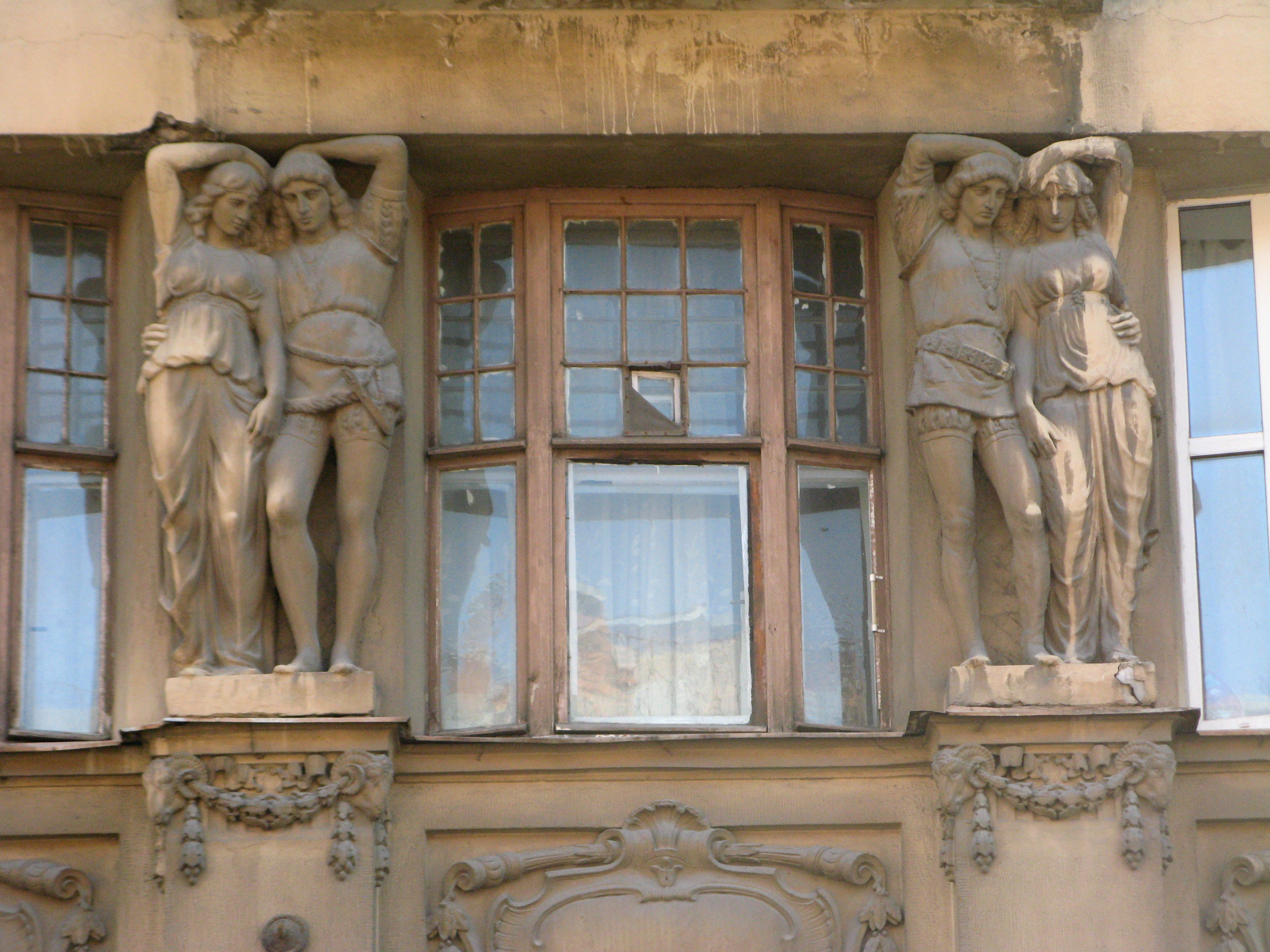
Скульптура на фасаде здания

В начале 1910-х годов, после смерти Николая Полежаева, землю унаследовал его сын Михаил. Он решил возвести доходный дом и в 1913 году пригласил архитектора Ивана Яковлева возглавить строительство и разработать проект. Разработанные чертежи были поданы в городскую управу весной 1913 года и одобрены комиссией в конце июня того же года. Для строительства шестиэтажного с мансардой дома предполагалось снести все постройки купчихи Пойгиной и несколько каменных служб середины XIX века.
Яковлев разработал сложное в плане здание из двух корпусов с эффектно оформленными в стиле модерн внешними фасадами. Центральный северный фасад включал курдонёр и был обрамлён эркерами-башенками со шпилевидными верхушками. Все внутренние дворовые фасады были гладко оштукатурены, тогда как внешние были эффектно декорированы лепниной, контрастной отделкой, фигурными балконами и скульптурами. Выразительный эффект поддерживает цветовой контраст — верхнюю часть здания по периметру огибает полоса красного кирпича, а облицовка на уровне 2-4 этажей выполнена из кирпича песочного цвета. Открытый проходной курдонёр был новаторским приёмом — благодаря ему удалось достичь лучшей инсоляции и проветриваемости квартир. За схожесть с замком дом получил прозвище «Каркассон-на-Песках».
Интерьеры и внутренние помещения отличались высококлассной отделкой и множеством передовых решений: были проведены газ, электричество, центральное паровое отопление и горячий водопровод, в подъездах установлены лифты. 10 квартир по 20 комнат отводились для представителей высшей аристократии, в них была самая дорогая отделка, стояли камины и предусматривались помещения для прислуги.
Одним из первых жильцов здания стал Кирилл Павлович Бутусов (1881—1947), один из основателей Всероссийского футбольного союза (1912).

## XX век
После революции квартиры в здании стали коммунальными, одними из самых людных в городе — до 20 комнат. Во время Второй мировой войны разобрали собственную котельную здания, в дальнейшем это привело к проблемам с водоснабжением квартир на верхних этажах.
В доме неоднократно проходили киносъёмки: здесь снимали сцены для «Бандитского Петербурга», в «Мастере и Маргарите» Владимира Бортко здесь располагалась «нехорошая квартира» дома 302-БИС, а Кирилл Серебренников снимал эпизоды фильма «Лето». В 1980-х годах в одной из коммунальных квартир снимал комнату переводчик Дмитрий Пучков.
За всю историю здания в доме ни разу не проводили капитальный ремонт. В 2020-х дом остаётся жилым, многие квартиры являются коммунальными. В марте 2023 года был объявлен тендер на ремонт фасадов, работы стартовали в июле того же года. В сентябре 2023-го стало известно также, что дом включили в программу КГИОП «Наследие», планируется на бюджетные средства отремонтировать цоколь здания, провести реставрацию скульптур и керамической облицовки.